# Thorndike Peaks
Thorndike Peaks är bergstoppar i Kanada.   De ligger i territoriet Nunavut, i den nordöstra delen av landet, 3 500 km norr om huvudstaden Ottawa.
Trakten runt Thorndike Peaks är permanent täckt av is och snö. Trakten runt Thorndike Peaks är nära nog obefolkad, med mindre än två invånare per kvadratkilometer.